# 吳繼仕
吳繼仕（？—？），字公信。徽州休宁人。明朝文学家、藏书家。

## 生平
以贡生授耀州判官。对经学、尤其是易学颇有研究。設有熙春堂刻书坊，刻有《四书图考》、《音声纪元》等经部图书。曾為吳日章《翰苑印林》撰序。著有《七經圖》、《音聲紀元》等。他刻本《六经图》（六卷，杨甲撰）制造优良，藏于首都图书馆，为第三批《国家珍贵古籍名录》（第07418号）。吴继仕还在《六经图》基础上加刊《仪礼图》而成《七经图》。